# Анналієв Абди Анналійович
Абди Анналійович Анналієв (нар. 20 лютого 1920, аул Куррукли, тепер Ахалського велаяту, Туркменістан — 2007, Туркменістан) — радянський діяч, голова Ради міністрів Туркменської РСР. Член Бюро ЦК КП Туркменії в 1960—1963 роках. Кандидат у члени ЦК КПРС у 1961—1966 роках. Депутат Верховної ради Туркменської РСР 4—5-го, 7—9-го скликань. Депутат Верховної ради СРСР 5—6-го скликань.

## Життєпис
Народився в родині кочівника-скотаря. У 1937 році закінчив школу фабрично-заводського учнівства при Ашхабадській текстильній фабриці. У 1937—1940 роках навчався в Ашхабадському бавовняно-текстильному технікумі, здобув спеціальність «ткацьке виробництво».
У жовтні 1940 — червні 1943 року — в Червоній армії. З жовтня 1940 року — курсант, командир відділення навчального батальйону 101-го стрілецького полку 236-ї стрілецької дивізії Закавказького військового округу. З травня 1941 року — командир гармати 818-го стрілецького полку Закавказького військового округу. З липня по жовтень 1941 року — слухач курсів молодших лейтенантів. З жовтня 1941 року — на фронті, командир взводу, заступник командира батареї, командир батареї, начальник артилерії 1331-го стрілецького полку Північно-Кавказького фронту. Учасник німецько-радянської війни. Після важкого поранення з січня по червень 1943 року лікувався у евакуаційному військовому госпіталі № 9455 міста Тбілісі.
У червні 1943 — червні 1944 року — інспектор, референт Ради народних комісарів Туркменської РСР.
Член ВКП(б) з 1944 року.
У червні 1944 — грудні 1945 року — в Радянській армії. З червня по грудень 1944 року — слухач Курсів удосконалення офіцерів піхоти Середньоазіатського військового округу. У 1945 році служив командиром мінометної роти окремого резервного офіцерського полку в розпорядженні Військової ради 4-го Українського фронту.
У грудні 1945 — серпні 1946 року — помічник начальника промислової групи Ради народних комісарів (Ради міністрів) Туркменської РСР.
У 1946—1951 роках — студент Московського нафтового інституту імені Губкіна.
У січні — липні 1952 року — майстер з видобутку нафти промислу № 3, в липні 1952 — травні 1954 року — завідувач промислу № 2 тресту «Кум-Дагнафта» об'єднання «Туркменнафта» Красноводської області.
У травні 1954 — липні 1957 року — 1-й секретар Небіт-Дагського міського комітету КП Туркменії.
У липні 1957 — червні 1960 року — заступник голови Ради народного господарства Туркменського економічного адміністративного району.
13 червня 1960 — 26 березня 1963 року — голова Ради міністрів Туркменської РСР.
У березні 1963 — 1965 року — начальник Головного управління нафтової та газової промисловості Ради народного господарства Середньоазіатського економічного району.
У 1965 році — заступник голови Ради народного господарства Туркменської РСР.
У 1965—1974 роках — начальник об'єднання «Туркменгазпром», в 1974 — червні 1976 року — начальник Всесоюзного промислового об'єднання «Туркменгазпром». У червні 1976 року знятий з посади «за допущені серйозні недоліки в роботі та зловживання службовим становищем».
До 1980 року працював у Науково-виробничому об'єднанні «Сонце» Академії наук Туркменської РСР.
З 1980 року — на пенсії в місті Ашгабаді (Туркменістан).

## Звання
- старший лейтенант

## Нагороди
- орден Вітчизняної війни І ст. (6.04.1985)
- орден Червоної Зірки (13.06.1945)
- два ордени «Знак Пошани»
- медаль «За оборону Кавказу»
- медаль «За перемогу над Німеччиною у Великій Вітчизняній війні 1941—1945 рр.»
- медалі
- Державна премія Туркменської РСР